# Tűzveszélyes
A Tűzveszélyes a Hungária együttes második nagylemeze, (melyet Hungária albumként is szoktak nevezni) 1971-ben jelent meg a Pepitánál.

## Története
Az album lényegesen nagyobb fejlődést mutat a korábbi Hungária lemezhez (Koncert a Marson) képest. Itt már erősen érződik, hogy az együttes kísérletezik a rock stílus irányzattal, bár azért vannak rajta beat-es dalok, amelyek miatt az album stílusa eléggé vegyes. Külön kiemelendő a "Vöröshangyaboly" c. szám, melyet Barta Tamás szerzett és játszott fel a lemezre. A dal jól adja vissza Barta gitártudását és precizitását, nagyon kellemes kis instrumentális szám. Továbbá még a rock kategóriájába sorolandó az "Ezerarcú bíborhajnal" és a "Három széplány éjszakája" című dalok, melyeknek nem csak a zenéjük, de az énekük is a kornak megfelelően kemény hangzást produkált. Valamint a pszichedelikus rock határmezsgyéjét súrolja a "Bye-bye boldogság" és a "Ringass el, álom", bár ez utóbbi dal egy kissé könnyedebb, légiesebb szerzemény. A "Természet szava" és a  "Szédült világ" valahogy a helyét keresi a rock és beat stílus irányzatok között, az album többi dala pedig már a beat valamint a rock and roll stílust képviseli. Összességében elmondható, hogy a Tűzveszélyes című albumon zeneileg már hallhatóak a kiforrottság jelei, de valahogy mégis a sok stílusirányzat miatt, kísérletező íze van az egésznek.
A lemezt eredetileg három különféle borítóval adták ki. Mind a három változat stereo hangzásban jelent meg, immáron citromsárga Pepita lemezcímkével, később az utángyártott ill. export (Angol címkés) kiadások már narancssárga Pepita címkékkel kerültek a boltok polcaira. Az eredetileg elsőnek szánt albumborító nem láthatott napvilágot, mert amikor a lemez a boltokba került, akkor már a Hungáriának ez a felállása nem létezett. Azon a lemezborítón az együttes tagjai voltak láthatóak, kör alakban. Így a hivatalos első változathoz, egy fehér színű borítót készítettek, melynek az egyik oldalán egy aranyszínű korong látható, mellette az A oldal dalcímei, a hátoldalán pedig koncentrikus körök, legbelül egy aranyszínű koronggal, valamint a B oldal a dalcímei. A második lemezborítónak szintén fehér volt az alapszíne és az egyik oldalon sok egymást követő rajzolt (nevető) száj látható, a tetején "Hungária" felirat, a hátoldalán pedig a dalcímek voltak elhelyezve. A harmadik (export) kiadáshoz pedig ugyancsak fehér színű borítót készítettek, de ennek az egyik oldalán egy rajz található, mely egy mikrofonba éneklő fekete nőt ábrázol, a hátoldalán pedig ismét a számcímek voltak. 1972-ben a Pepita megjelentetett egy úgynevezett Szovjet Export változatot, amelynek borítóján egy virágos mező látható, az együttes neve és az albumcíme pedig Orosz nyelven volt feltüntetve. A lemezcímkéje narancssárga színű volt és oroszul írták fel a dalok címeit valamint a szerzők neveit. Az 1995-ben kiadott CD változathoz is már egy új borítót készítettek, ezen egy aranyszínű karika látható, természetesen fehér alapszínnel.
Nem sokkal az album megjelenése után a Hungária tagjai szétszéledtek. Barta Tamás lett Magyarország első szupergroup-jának, a Locomotiv GT-nek a gitárosa. Csomós Péter, Sipos Péter és Tóth József a Juventus együttesbe igazoltak át. (Tóth József nem sokkal később innen disszidált.) Fenyő Miklós új tagokat toborzott, hogy életben tartsa a Hungáriát. Ekkor jött Fekete Gyula (ritmusgitár), Szűcs Antal Gábor (gitár) és Fekete Gábor (dob), akik később Frenreisz Károly - Skorpió együttesébe kerültek, valamint visszatért Klein László (basszusgitár) is, aki ezután Radics Béla Alligátor együttesében kötött ki. Talán ez a hirtelen jött tagcsere is lehet egy magyarázat arra, hogy a Tűzveszélyes c. album, miért került a feledés homályába.

## Az album dalai
A oldal
1. A lány, aki mindig énekel (Fenyő Miklós - Révész Tamás) - 3:28
2. A tüzes pokol lángjai (Fenyő Miklós - S. Nagy István) - 4:53
3. Stefi, jöjj ma este velem (Sipos Péter - S. Nagy István) - 3:03
4. Ezerarcú bíborhajnal (Fenyő Miklós - S. Nagy István) - 3:52
5. Szédült világ (Fenyő Miklós - Révész Tamás) - 2:23
6. A természet szava (Sipos Péter - Révész Tamás) - 4:33
7. Rolli-rock (Fenyő Miklós - S. Nagy István) - 2:27

B oldal
1. Három széplány éjszakája (Csomós Péter - Fenyő Miklós) - 3:26
2. Vöröshangyaboly (Barta Tamás) - 3:29
3. Álmos vagy (Fenyő Miklós - S. Nagy István) - 4:05
4. Az első szerelem (Fenyő Miklós - Révész Tamás) - 3:49
5. Bye-bye boldogság (Fenyő Miklós - S. Nagy István) - 5:54
6. Ringass el, álom (Fenyő Miklós - S. Nagy István) - 3:34

## Közreműködtek
- Barta Tamás - gitár, ének
- Csomós Péter - ritmusgitár, ének
- Fenyő Miklós - ének, orgona, zongora
- Sipos Péter - basszusgitár, ének
- Tóth József - dob, ütőhangszerek

Produkció
- Juhász István – zenei rendező
- Dobó Ferenc – hangmérnök
- S. Nagy István – dalszövegíró
- Révész Tamás – dalszövegíró

## Külső hivatkozások
- http://rateyourmusic.com/release/album/hungaria/tuzveszelyes/
- A "Tűzveszélyes" album elemzése